# Ulrich Rüdenauer
Ulrich Rüdenauer (* 10. September 1971 in Bad Mergentheim) ist ein deutscher Journalist, Literatur- und Musikkritiker und Autor. Er ist zudem Autor literarischer Features und Kurator der Lesereihe Literatur allerorten (bis 2024 unter dem Namen Literatur im Schloss) in Bad Mergentheim.

## Leben und Werk
Ulrich Rüdenauer studierte Germanistik und Politikwissenschaften. 2004 erhielt er ein Stipendium des Förderkreises deutscher Schriftsteller in Baden-Württemberg.
Seit 1997 arbeitet Ulrich Rüdenauer als freier Journalist, unter anderem für die Süddeutsche Zeitung, Frankfurter Allgemeine Zeitung, Der Tagesspiegel, Badische Zeitung, Südwest Presse, Stuttgarter Zeitung, das Philosophie Magazin, den Deutschlandfunk, Deutschlandfunk Kultur, SWR, WDR, RBB und MDR. Er war mehrere Jahre lang Jurymitglied der SWR-Bestenliste.
Seit 2005 kuratiert er Literatur allerorten (bis 2024 unter dem Namen Literatur im Schloss), eine Lesereihe im Deutschordensmuseum in Bad Mergentheim. Zu den Gästen zählten unter anderem Zsusza Bánk, Marcel Beyer, Nora Bossong, Matthias Brandt, Wilhelm Genazino, Durs Grünbein, Hans Magnus Enzensberger, Aris Fioretos, Olga Grjasnowa, Judith Hermann, Thomas Hettche, Felicitas Hoppe, Anja Kampmann, Thomas Kapielski, Angelika Klüssendorf, Michael Krüger, Peter Kurzeck, Sibylle Lewitscharoff, Terézia Mora, Ulrich Peltzer, Annette Pehnt, Hans Pleschinski, Christoph Ransmayr, Thomas Rosenlöcher, Rüdiger Safranski, Judith Schalansky, Hans Joachim Schädlich, Ingo Schulze, Lutz Seiler, Arnold Stadler, Peter Stamm, Uwe Timm, Jan Wagner, Martin Walser, Roger Willemsen, Frank Witzel, Feridun Zaimoglu, Monika Zeiner und Hanns Zischler. Seit 2017 organisiert er zudem die jährlich stattfindende Mergentheimer Winterlese, den Büchermarkt für unabhängige Verlage.
Seit 2014 kuratiert und organisiert er zudem die Reihe Jazz im Schloss, ebenfalls im Deutschordensmuseum. Zu Gast waren bislang: Michael Wollny (2014), Lee Konitz und Florian Weber (2015), Archie Shepp und Reggie Workman (2016), Anke Helfrich und Angelika Niescier (2018).
2010 veröffentlichte er als Herausgeber gemeinsam mit der Szenenbildnerin Naomi Schenck den Band Archiv verworfener Möglichkeiten: Bilder und Texte. Die Bildmontagen von Naomi Schenck zeigen Szenerien für nicht zustande gekommene Filme: meist menschenleere Räume, Gebäude, verlassene Orte. 35 deutschsprachige Autorinnen und Autoren haben sich davon anregen lassen, hierzu ohne weitere Vorgaben ihre Texte beizusteuern, darunter Helmut Böttiger, Arno Geiger, Michaela Melián, Kathrin Röggla, Stephan Thome und Wim Wenders. Das Archiv verworfener Möglichkeiten wurde im Februar 2011 auf Platz 3 der SWR-Bestenliste gewählt. Im selben Jahr folgte eine Nominierung für die Hotlist, den Literaturpreis der unabhängigen deutschsprachige Verlage.
Im Herbst 2024 erschien sein Debütroman Abseits. Jan Wiele schrieb in der FAZ: „So alt, fast märchenhaft der Ton dieser Geschichte anmutet, so ungnädig geht sie mit den geschilderten Provinzlern ins Gericht, die ihrem Gott nie zürnen. Ulrich Rüdenauer […] hat sein Romandebüt in seiner eigenen Heimat angesiedelt, wie im Laufe des Textes immer deutlicher erhellt, auch wenn der Ortsname darin nur mit M. abgekürzt wird. [Es] …tritt schließlich etwas Schreckliches zutage, das mit der gar nicht märchenhaften, sondern leider historischen Vergangenheit der Gegend zu tun hat: mit der Ermordung eines polnischen Zwangsarbeiters.“

### Veröffentlichungen
- Fast eine Komödie: Gespräche mit Wilhelm Genazino. Verlag Ulrich Keicher, Warmbronn 2020.
- Abseits. Roman. Berenberg Verlag, Berlin 2024, ISBN 978-3-949203-94-7.

### Veröffentlichungen als Herausgeber (Auswahl)
- mit Charlotte Brombach und Helmut Böttiger: Berichterstatter des Tages: Briefwechsel zwischen Peter Handke und Hermann Lenz. Insel Verlag, Frankfurt am Main 2006, ISBN 3-458-17335-8.
- mit Naomi Schenck: Archiv verworfener Möglichkeiten: Bilder und Texte. Belleville Verlag, München 2010, ISBN 978-3-936298-14-7.
- Edition Literatur im Schloss (Band 1 bis 3 jeweils mit Tuschezeichnungen von Michael Blümel; Band 4 und 5 jeweils mit Fotografien von Uwe Weil):
  - Die schönen Leuchtspuren. Bad Mergentheim 2008, ISBN 978-3-00-023750-8.
  - Zurück zu den Büchern. Bad Mergentheim 2009.
  - Verwirbelter Wortzauber. Bad Mergentheim 2011, ISBN 978-3-00-034489-3.
  - Laut und Stille Schrift. Bad Mergentheim 2014, ISBN 978-3-00-046843-8.
  - Das war die Gegenwart. Bad Mergentheim 2018.

## Features
- 2009, mit Christiane Kreiner: Therapie zwecklos? Eine reale Behandlung fiktiver Hypochonder (SWR)
- 2011, mit Anja Hirsch: „So, ich hör hier mal auf, Sie können das dann mal fertig lesen“. Autorenlesungen (SWR)
- 2012: Digitale Apokalypsen. Die neue, literarische Lust am Weltuntergang (Deutschlandfunk Kultur)
- 2012, mit Wiebke Porombka: Tarzan wird 100 Jahre alt. Grenzgängerfigur zwischen Kultur und Natur (Deutschlandfunk Kultur)
- 2013, mit Anja Hirsch: Am besten im Frühling sterben. Dieter Leisegang, ein verlorener Dichter der 60er Jahre (SWR)
- 2013: Sprache im digitalen Zeitalter. Das LCB wird 50 – und blickt nach vorn (Deutschlandfunk Kultur)
- 2014, mit Christiane Kreiner: Die Vermessung des Lesers. Wie Digitalisierung und soziale Netzwerke den Umgang mit Literatur verändern (Deutschlandfunk Kultur)
- 2014: Was von den Dichtern bleibt. Vor- und Nachlässe im Deutschen Literaturarchiv (Deutschlandfunk Kultur)
- 2015: Die Heiligkeit der Schrift. Über Rainald Goetz (Deutschlandfunk Kultur)
- 2015, mit Wiebke Porombka: Literatur im Fernsehen (RBB)
- 2016: „Ich bin ein Dichter, und ich weiß es“. Dem Sänger, Poeten und Buchautor Bob Dylan zum 75. Geburtstag (RBB)
- 2016: Erdkunde und Menschenfleisch. Über Marcel Beyer (Deutschlandfunk Kultur)
- 2017: Engagierte Literatur. Die Rückkehr des politischen Romans (SWR)
- 2018, mit Wiebke Porombka: 1968 – Wie die Literatur von der Revolte profitierte (Deutschlandfunk Kultur)
- 2017: „Wenn der Christbaum blüht, dann blühn die Flämmchen“. Weihnachten in der Literatur nach 1945 (RBB)
- 2017, mit Beatrice Faßbender: Ausweitung der Gefahrenzone. Rache, Krieg, Suizid. Amoklauf als Chiffre unserer Gegenwart (BR)
- 2018, mit Beatrice Faßbender: Die Stadt, die immer liest. Streifzüge durch das literarische New York (SWR)
- 2019: Lob des Flanierens (SWR)
- 2019, mit Beatrice Faßbender: West gegen Ost. Wie der Kalte Krieg in die Literatur kam (WDR)
- 2019, mit Helmut Böttiger: Fire Music. Archie Shepp, die Poesie und der Sound der Freiheit (SWR)
- 2020: Mit Geldpreisen aus der Krise? Wie unabhängigen Verlagen geholfen werden könnte (Deutschlandfunk Kultur)
- 2020, mit Beatrice Faßbender: Hauptstadt-Blues – Berlin in Romanen von heute (SWR)
- 2020, mit Beatrice Faßbender: Neue Nazis in der Literatur. Wer von der Gegenwart erzählt, kommt an den Rechten nicht vorbei (Deutschlandfunk Kultur)